# Parafita
Parafita é uma aldeia da Freguesia de Viade de Baixo, no município de Montalegre, distrito de Vila Real, em Portugal. Fica localizada junto à albufeira dos Pisões.
Nesta aldeia existe uma banda filarmónica, a Banda Musical de Parafita.